# Dan in Real Life
Dan in Real Life (Brasil: Eu, Meu Irmão e Nossa Namorada / Portugal: O Amor e a Vida Real) é um filme de comédia dramática estadunidense de 2007. É estrelado por Steve Carell, Alison Pill, Juliette Binoche, Dianne Wiest, John Mahoney, Dane Cook e dirigido por Peter Hedges.

## Sinopse
Dan Burns é um colunista de conselhos a pais adolescentes em um jornal, viúvo e pai solteiro de suas três meninas, morando no norte de Nova Jersey. A família faz uma viagem à desmedida casa de seus pais em Rhode Island para uma reunião familiar anual. Também estão presentes o irmão e a irmã de Dan com suas famílias, junto com o irmão mais novo de Dan, Mitch, conhecido por seus modos de solteiro despreocupado.
Na manhã seguinte à sua chegada, Dan encontra Marie em uma livraria. Eles compartilham um queque e uma conversa de coração, embora Marie gentilmente avise Dan que ela tem um namorado. Dan volta para a casa de seus pais e anuncia que "conheceu alguém". O irmão Mitch apresenta sua nova namorada, Annie, que é a Marie de Dan. Dan está desanimado e resiste ao conselho de relacionamento de seu pai sobre encontrar alguém de sua autoria.
Dan concorda, relutantemente, em um jantar com sua amiga de infância, pouco atraente, Ruthie, "cara de porco". Marie observa zelosamente Dan e Ruthie. Na manhã seguinte, Dan sofre seu 'castigo' por sua noite com Ruthie comendo as panquecas queimadas que ela o serve. A tensão cresce entre Dan e Marie, culminando no show de talentos da família. Dan acompanha Mitch no violão enquanto Mitch canta "Let My Love Open the Door" - no entanto, durante a ponte, Dan começa a cantar também - aparentemente para Marie. Na manhã seguinte, Marie termina com Mitch. No entanto, Marie e Dan se encontram para conversar em uma pista de boliche. A reunião evolui para um encontro e, finalmente, um beijo apaixonado, mas, infelizmente, a família inteira de Dan chega ao local. Mitch dá um soco no rosto de Dan e Marie sai correndo. Enquanto isso, a filha do meio de Dan, Cara, começa a negá-lo por causa de sua interferência no relacionamento com seu namorado muito mais velho, Marty.
A trama se resolve com Dan e suas filhas indo para Nova York, onde finalmente encontram Marie na academia desportiva. Ao fazer contato visual com ela, Dan, em voz alta, diz aos leitores de sua coluna de conselhos que, em vez de apenas planejar com antecedência a vida, eles deveriam "planejar ficar surpresos".
O filme termina com Dan e Marie comemorando seu casamento na casa de Rhode Island, seus pais, Mitch dançando alegremente com Ruthie e Cara dançando alegremente com Marty, a quem Dan agora aceitou.

## Elenco
- Steve Carell como Dan Burns
- Alison Pill como Jane Burns, filha mais velha de Dan
- Britt Robertson como Cara Burns, filha do meio de Dan
- Marlene Lawston como Lilly Burns, filha mais nova de Dan
- Dane Cook como Mitch Burns, o irmão de Dan (e também o caçula de todos os seus irmãos)
- Juliette Binoche como Marie Diamond, Namorada de Mitch e interesse amoroso de Dan
- John Mahoney como John "Poppy" Burns, pai de Dan
- Dianne Wiest como Nana Burns, mãe de Dan
- Norbert Leo Butz como Clay Burns, irmão de Dan
- Jessica Hecht como Amy Burns, irmã de Dan
- Amy Ryan como Eileen Burns, esposa de Clay
- Frank Wood como Howard Wilson, marido de Amy
- Emily Blunt como Dra. Ruthie "Pigface" Draper
- Felipe Dieppa como Marty, namorado de Cara
- Bernie McInerney como James Lamson, propretário de jornal
- Amy Landecker como Cindy Lamson, editora de jornal
- Matthew Morrison como Policial
- Stephen Mellor como balconista da livraria
- CJ Adams como Elliot Burns, o filho mais novo de Clay e Eileen
- Shana Carr como Suzanne Burns
- Lucas Hedges como parceiro de dança de Lily

## Desempenho de bilheteria
O filme estreou em 26 de outubro de 2007 nos Estados Unidos e Canadá e arrecadou US$11,8 milhões em 1,921 cinemas no fim de semana de estreia, ocupando o segundo lugar nas bilheterias. Em 2 de fevereiro de 2011, ele arrecadou US$68,377,859.
Foi lançado em DVD e Blu-ray em 11 de março de 2008.

## Trilha sonora
O cantor e compositor norueguês Sondre Lerche compôs a maior parte da música do filme e tem uma participação especial em uma cena no final.
Lista completa da trilha sonora:
1. "Family Theme Waltz" - Sondre Lerche
2. "To Be Surprised" - Sondre Lerche
3. "I'll Be OK" - Sondre Lerche
4. "Dan and Marie Picking Hum" - Sondre Lerche
5. "My Hands Are Shaking" - Sondre Lerche
6. "Dan in Real Life" - Sondre Lerche
7. "Hell No" - Sondre Lerche e Regina Spektor
8. "Family Theme" - Sondre Lerche
9. "Fever" - A Fine Frenzy
10. "Airport Taxi Reception" - Sondre Lerche e The Faces Down Quartet
11. "Dan and Marie Melody" - Sondre Lerche
12. "Human Hands" - Sondre Lerche e The Faces Down Quartet
13. "I'll Be OK" (Reprise Instrumental) - Sondre Lerche
14. "Let My Love Open The Door" - Pete Townshend
15. "Dan and Marie Finale Theme" - Sondre Lerche
16. "Modern Nature" - Sondre Lerche e Lillian Samdal
17. "Ruthie Pigface Draper" (faixa bônus) - Dane Cook e Norbert Leo Butz, tirados de uma cena do filme

"Mr. Blue Sky" da Electric Light Orchestra é apresentado nos anúncios de TV e rádio do filme, bem como "Let My Love Open the Door" de Pete Townshend e "Henrietta" de The Fratellis.  "Nasty Girl", de Inaya Day e "September '99 (Phats & Small Remix)" de Earth, Wind & Fire também são apresentados em cenas separadas no filme, mas não estão na trilha sonora. "Human Hands" escrito por Elvis Costello (a versão original aparece em seu álbum Imperial Bedroom).

## Recepção crítica
No agregador de críticas Rotten Tomatoes, o filme detém uma taxa de aprovação de 65% com base em 171 avaliações, com uma classificação média de 6,2 / 10. O consenso crítico do website diz: "As excelentes atuações elevam Dan in Real Life além do seu enredo sentimental". No Metacritic, que fornece uma classificação normalizada para análises, o filme tem uma pontuação média ponderada de 65 em 100, com base em 34 críticos, indicando "opiniões geralmente favoráveis". O público pesquisado pelo CinemaScore deu ao filme uma nota média de "B +" de uma escala de A + para F.
Alguns críticos o descreveram como um non-holiday holiday film (filme sobre feriado que não é sobre feriado), derivado desse gênero e do gênero rom-com em geral. A. O. Scott do The New York Times escreveu "não espere muito de Dan in Real Life, dessa forma você pode ser agradavelmente surpreendido", mas chamou a atenção para questões de caracterização relacionadas aos papeis femininos.